# Csanakfalu
Csanakfalu 1970 óta Ménfőcsanak részeként Győr város része Győr-Moson-Sopron vármegyében. 1934 előtt Győr vármegye Sokoróaljai járásának egyik kisközsége volt, akkor Csanakheggyel és Ménfővel vonták össze, az új, 1970-ig létező község volt Ménfőcsanak.

## Elhelyezkedése
A falu a 8311-es mellékút mentén található. Az északnyugati határában húzódó útvonal (Győri út) korábban sokáig a 83-as főút része volt. 
Az északnyugati szélén elhaladó Győr–Celldömölk-vasútvonal már megszűnt Ménfőcsanak megállóhelye eredetileg Csanakfalu nevét viselte.

## Története
- Borovszky Samu monográfiája szerint:

Csanakfalu, magyar kisközség, a győr-fehringi vasútvonal mentén, a Marczal folyótól félórányi távolságban, 69 házzal és 399 róm. kath. vallású lakossal. Plébániája 1787-ben keletkezett. Vasúti állomáshely, postája Ménfőn és távírója Kismegyeren van. A győriek kedvelt kiránduló helye; számos előkelő győri polgárnak van itt csinos nyaralója és szőlőbirtoka. Már 1216-ban, III. Incze pápa bullájában villa Chonick néven falu. A szentmártoni apátság ősi birtoka, mely a török világban behódolt, és 1617-ben majdnem egészen elpusztult. Alig kezdett ismét telepedni, 1683-ban az átvonuló török hadak ismét elpusztították. Később, 1729-ben németeket telepítettek ide. A község csak a legújabb korban magyarosodott meg teljesen. 1727-ben és 1729-ben Chonak faluban mindössze nyolcz jobbágyot írtak itt össze. A községben Hilbert Károly orsz. képviselőnek gőzmalma van. 1863-ban a falu nagyobb része leégett. Határában áll a történelmi nevezetességű Királyszéke nevű halom, a hol a győri és komárommegyei nemességgel hajdan királyi, nádori és megyei gyűléseket tartottak, mint többek között Konth Miklós nádor 1351-ben, Ilsvay nádor 1394-ben és Gara nádor 1375-ben és 1386-ban.

## Nevezetes személyek
- Itt született Csillag László (1896–1971) román válogatott labdarúgó